# Teodoro di Gadara
Teodoro di Gadara (fl. I secolo a.C.) è stato un retore greco antico.

## Biografia
Teodoro, vissuto nel I secolo a.C., fu caposcuola di una setta retorica, i Teodorei.
Fu schiavo, poi liberato, e precettore di Tiberio ed ebbe l'acme nel 33 a.C., anno in cui il suo più illustre discepolo pronunciò l'orazione funebre per il padre naturale. 
Oltre a due opere di teoria retorica, un Perì theseos, un Perì rhetoros dynameos, scrisse declamazioni, opere di grammatica, storia, geografia e filosofia.
A Teodoro risale l'abitudine in vigore tuttora di parlare di "capi" d'accusa. A lui probabilmente (la critica non è univoca al riguardo) si può far risalire la sistemazione della teoria delle controversiae figuratae, un tipo di declamazioni che furoreggiò nel I secolo, come testimonia ampiamente Seneca Retore, dal quale ricaviamo molte notizie sui discepoli delle loro scuole o lato sensu sui loro seguaci e sui seguaci dei loro seguaci.
Tra i suoi allievi vi fu Ermagora Carione.